# Placówka Straży Granicznej w Hrebennem
Placówka Straży Granicznej w Hrebennem – graniczna jednostka organizacyjna Straży Granicznej realizująca zadania w ochronie granicy państwowej z Ukrainą.

## Formowanie i zmiany organizacyjne
Placówka Straży Granicznej w Hrebennem (PSG w Hrebennem) z siedzibą w Hrebennem, została powołana 24 sierpnia 2005 Ustawą z 22 kwietnia 2005 O zmianie ustawy o Straży Granicznej..., w strukturach Nadbużańskiego Oddziału Straży Granicznej w Chełmie z przemianowania dotychczas funkcjonującej Granicznej Placówki Kontrolnej Straży Granicznej w Hrebennem (GPK SG w Hrebennem). Znacznie rozszerzono także uprawnienia komendantów, m.in. w zakresie działań podejmowanych wobec cudzoziemców przebywających na terytorium RP.
Z końcem 2005 odeszli ze służby ostatni funkcjonariusze służby kandydackiej. Było to możliwe dzięki intensywnie realizowanemu programowi uzawodowienia, w ramach którego w latach 2001–2006 przyjęto do NOSG 1280 funkcjonariuszy służby przygotowawczej.
Na dzień 31 grudnia 2010 w placówce służbę pełniło 215 funkcjonariuszy.

## Ochrona granicy
W ramach Systemu Wież Obserwacyjnych Straży Granicznej (SWO SG), 16 grudnia 2009 na odcinku placówki została oddana do użytku wieża obserwacyjna SWO do ochrony powierzonego odcinka granicy państwowej. Zlokalizowana została w drogowym przejściu granicznym Hrebenne-Rawa Ruska.
Elementem infrastruktury należącym do drogowego przejścia granicznego Hrebenne-Rawa Ruska jest lądowisko dla śmigłowców (powierzchnia zabudowy – 1 340 m²) wykorzystywane m.in. przez śmigłowce SG do wykonywania zadań związanych z ochroną granicy państwowej.

### Podległe przejścia graniczne

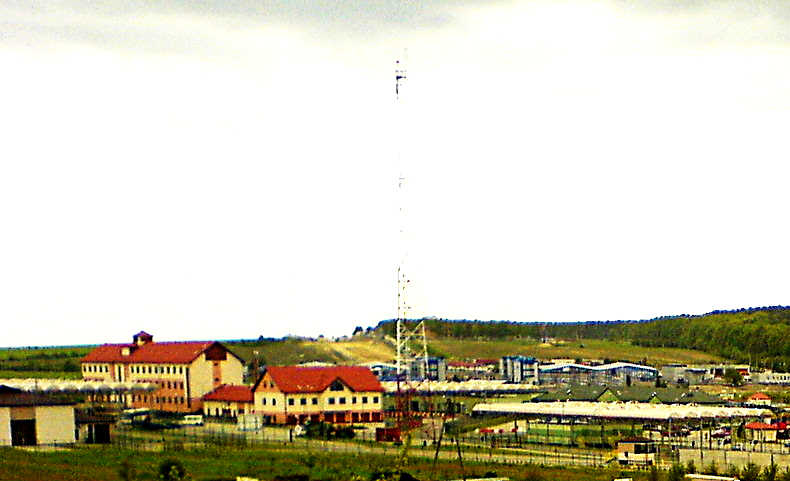
Po lewej Placówka SG w Hrebennem i widoczna wieża SWO SG z masztem antenowym (maj 2008)

Stan z 1 września 2021
- Hrebenne-Rawa Ruska (drogowe)
- Hrebenne-Rawa Ruska (kolejowe)[c][1]

### Terytorialny zasięg działania
PSG w Hrebennem ochrania wyłącznie odcinek granicy lądowej z Ukrainą:
Stan z 1 września 2021
- Od znaku granicznego nr 638 do znaku granicznego nr 658.
- W strefie nadgranicznej linia rozgraniczenia z placówką SG w:

1. Lubyczy Królewskiej: włącznie znak graniczny nr 658, dalej południową stroną nasypu dawnej linii kolejowej z Hrebennego do Sokala, następnie przez rzekę Sołokija do stawów hodowlanych. Dalej wzdłuż wschodniej grobli tych stawów do północnego skraju lasu pomiędzy Kornie i Machnów Stary, dalej północną ścianą lasu przez drogę Kornie – Machnów Stary w kierunku zachodnim do punktu wysokościowego nr 230,1; dalej drogą polną w kierunku zachodnim do południowej ściany lasu położonego za miejscowością Teniatyska (punkt wysokościowy nr 239,2 przy skrzyżowaniu dróg gruntowych), dalej drogą leśną w kierunku południowo-zachodnim przez rzekę Sołokija oraz szlak kolejowy Hrebenne – Lubycza Królewska, do drogi krajowej nr 17, dalej drogą krajową nr 17 do miejscowości Lubycza Królewska, dalej drogą Lubycza Królewska – Ruda Żurawiecka – Żurawce – Korhynie do miejscowości Korhynie, a następnie do punktu wysokościowego 296,7 za miejscowością Korhynie, dalej do Kolonia Korhynie i dalej drogą gruntową w kierunku północnym przez drogę Wierszczyca – Tomaszów Lubelski zachodnią ścianą lasu za miejscowością Przewłoka, do punktu wysokościowego 293,0, dalej do granicy gmin Jarczów i Tomaszów Lubelski pomiędzy miejscowościami Tomaszów Lubelski i Nedeżów i dalej granicą tych gmin do styku z gminą Rachanie, dalej granicą gmin: Rachanie i Tomaszów Lubelski, Rachanie i Tarnawatka.
2. Horyńcu-Zdroju: wyłącznie znak graniczny nr 638, dalej granicą gmin Lubycza Królewska i Horyniec-Zdrój, Lubycza Królewska i Narol, Bełżec i Narol, Tomaszów Lubelski i Narol, Susiec i Narol.
3. Lublinie: granicą gmin Susiec i Józefów, Krasnobród i Józefów, Krasnobród i Zwierzyniec, Krasnobród i Adamów, Krasnobród i Krynice, Tarnawatka i Krynice.

- Poza strefą nadgraniczną z powiatu tomaszowskiego gminy: Susiec, Tarnawatka, z powiatu zamojskiego gmina Krasnobród.

Stan z 1 maja 2014
Obszar służbowej działalności placówki SG położony był w powiecie tomaszowskim i obejmował w całości miasto i gminę Tomaszów Lubelski, Bełżec oraz w części gminy Lubycza Królewska i Jarczów.
- Od znaku granicznego nr 638 do znaku granicznego nr 658.
- W strefie nadgranicznej linia rozgraniczenia z placówką SG w:

1. Lubyczy Królewskiej: włącznie znak graniczny nr 658 dalej południową stroną nasypu dawnej linii kolejowej z Hrebennego do Sokala, następnie przez rzekę Sołokija do stawów hodowlanych, dalej wzdłuż wschodniej grobli tych stawów do północnego skraju lasu pomiędzy miejscowością Kornie i Machnów Stary, dalej północną ścianą lasu przez drogę Kornie – Machnów Stary w kierunku zachodnim do punktu wysokościowego 230,1, dalej drogą polną w kierunku zachodnim do południowej ściany lasu położonego za miejscowością Teniatyska (punkt wysokościowy 239,2 przy skrzyżowaniu dróg gruntowych), dalej drogą leśną w kierunku południowo–zachodnim przez rzekę Sołokija oraz szlak kolejowy Hrebenne – Lubycza Królewska do drogi krajowej nr 17, dalej drogą krajową nr 17 do miejscowości Lubycza Królewska, dalej drogą Lubycza Królewska – Ruda Żurawiecka – Żurawce – Korhynie do miejscowości Korhynie a następnie do punktu wysokościowego 296,7 za miejscowością Korhynie, dalej do Kolonia Korhynie i dalej drogą gruntową w kierunku północnym przez drogę Wierszczyca – Tomaszów Lubelski, zachodnią ścianą lasu za miejscowością Przewłoka, do punktu wysokościowego 293,0, dalej do granicy gmin Jarczów i Tomaszów Lubelski pomiędzy miejscowościami Klekacz i Nedeżów i dalej granicą tych gmin do styku z gminą Rachanie.
2. Horyńcu-Zdroju: wyłącznie znak graniczny nr 638, dalej granicą gmin Lubycza Królewska i Horyniec-Zdrój, Lubycza Królewska i Narol, Bełżec i Narol, Tomaszów Lubelski i Narol.
3. Lublinie: granicą gmin Tomaszów Lubelski i Susiec, Tomaszów Lubelski i Krasnobród, Tomaszów Lubelski i Tarnawatka, Tomaszów Lubelski i Rachanie.

Stan z 1 sierpnia 2011
- Od znaku granicznego nr 638 do znaku granicznego nr 658.
- W strefie nadgranicznej linia rozgraniczenia z placówką SG w:

1. Łaszczowie: włącznie znak graniczny nr 658, dalej południową stroną nasypu dawnej linii kolejowej z Hrebennego do Sokala, następnie przez rzekę Sołokija do stawów hodowlanych. Dalej wzdłuż wschodniej grobli tych stawów do północnego skraju lasu pomiędzy Kornie i Machnów Stary. Dalej północną ścianą lasu przez drogę Kornie – Machnów Stary w kierunku zachodnim do punktu wysokościowego nr 230,1. dalej drogą polną w kierunku zachodnim do południowej ściany lasu położonego za m. Teniatyska (punkt wysokościowy nr 239,2 przy skrzyżowaniu dróg gruntowych). Dalej drogą leśną w kierunku południowo-zachodnim przez rzekę Sołokija oraz szlak kolejowy Hrebenne – Lubycza Królewska, do drogi krajowej nr 17. Dalej wzdłuż drogi krajowej nr 17 do m. Lubycza Królewska, dalej wzdłuż drogi Lubycza Królewska – Ruda Żurawiecka – Żurawce – Korhynie do m. Korhynie a następnie do punktu wysokościowego 296,7 za Korhynie. Dalej do Kolonia Korhynie i dalej drogą gruntową w kierunku północnym przez drogę Wierszczyca – Tomaszów Lubelski zachodnią ścianą lasu za Przewłoka, do punktu wysokościowego 293,0. Dalej do granicy gmin Tomaszów Lubelski i Jarczów pomiędzy miejscowościami Klekacze i Nedezów i dalej granicą tych gmin do styku z gminą Rachanie.
2. Horyńcu–Zdroju: wyłącznie znak graniczny nr 638, dalej granicą gmin Lubycza Królewska, Bełzec i Tomaszów Lubelski oraz Horyniec-Zdrój i Narol.

- Poza strefą nadgraniczną obejmowała powiaty: janowski, biłgorajski, kraśnicki, opolski, z powiatu tomaszowskiego gminy: Susiec, Tarnawatka, Krynice, z powiatu zamojskiego gminy: Łabunie, Krasnobród, Adamów, Zwierzyniec, Szczebrzeszyn, Radecznica, Sułów, Nielisz.

## Placówki sąsiednie
- Placówka SG w Łaszczowie ⇔ Placówka SG w Horyńcu-Zdroju – 1.08.2011[9]
- Placówka SG w Łaszczowie z siedzibą w Lubyczy Królewskiej ⇔ Placówka SG w Horyńcu-Zdroju – 1.02.2012[10]
- Placówka SG w Lubyczy Królewskiej ⇔ Placówka SG w Horyńcu-Zdroju, Placówka SG w Lublinie – 1.05.2014[8]
- Placówka SG w Lubyczy Królewskiej ⇔ Placówka SG w Horyńcu-Zdroju, Placówka SG w Lublinie – 1.09.2021[7].

## Komendanci placówki
- mjr SG Krzysztof Pękala[11]
- mjr SG/ppłk SG Andrzej Wolczyk[11] (był 11.01.2010[12]–16.06.2011[13])
- kpt. SG/płk SG Leszek Surmacz[14] (17.06.2011[13]–był 21.08.2019[15]).